# نادي الهلال للسيدات
سيدات الهلال لكرة القدم هو فريق كرة قدم نسائي سعودي مقره في مدينة الرياض يلعب في الدوري السعودي الممتاز للسيدات. وينتمي لنادي الهلال السعودي فريق كرة القدم النسائية، لخوض منافسات الدوري السعودي الممتاز للسيدات في نسخته الأولى لموسم 2022-2023 بمشاركة ثمانية فرق.

## التاريخ
دشن نادي الهلال السعودي فريق كرة القدم النسائية لخوض منافسات الدوري السعودي الممتاز للسيدات في نسخته الأولى لموسم 2022-2023، من خلال حفل لتقديم اللاعبات بعنوان "الزعامة لها"، وذلك بالشراكة مع مؤسسة الوليد الإنسانية، بقيادة الأميرة لمياء بنت ماجد، في حفل جرى من خلاله توقيع عقد الشراكة واستعراض الفرق الثمانية التي اعتمدها النادي لخوض المنافسات رسمياً وبرز في الإعلان فريق كرة القدم النسائية الذي يستعد لخوض منافسات الدوري الممتاز للسيدات 2022-2023، الذي ينطلق يوم الخميس 13 أكتوبر 2022 وكان نادي الهلال أعلن في أغسطس 2022 عن تأسيس إدارة الرياضة النسائية، من خلال ضم فريق "التحدي للسيدات سابقًا"، ليصبح خامس الأندية المحترفة بالدوري السعودي للرجال، التي تشارك بفرق نسائية أيضًا وعين الهلال روح العرفج مديرة للإدارة الجديدة، بينما كلف مشاعل الرشيد بمنصب مساعد مديرة إدارة الرياضة النسائية، خلود النصار مساعد إداري، وعبير الحميدي إداري.
وتضم إدارة الرياضة النسائية داخل نادي الهلال ألعاب: "كرة القدم، كرة الطائرة، كرة السلة، كاراتيه، تايكوندو، المبارزة، رمي السهام".
على صعيد متصل وقعت مؤسسة الوليد للإنسانية في 09 أكتوبر 2022 برئاسة صاحب السمو الملكي الأمير الوليد بن طلال آل سعود ، شراكة لمدة خمس سنوات مع نادي الهلال السعودي للرياضة النسائية تماشياً مع رؤية 2030 حيث يواصل نادي الهلال السعودي تنفيذ مهمته المتمثلة في دفع التميز للمرأة في الرياضة ووقعت الاتفاقية صاحبة السمو الملكي الأميرة لمياء بنت ماجد سعود آل سعود، الأمين العام لمؤسسة الوليد للإنسانية. وفهد بن نافل رئيس مجلس إدارة نادي الهلال السعودي. بحضور السيد سليمان الهتلان نائب رئيس مجلس ادارة نادي الهلال السعودي. أعضاء مجلس إدارة نادي الهلال السعودي السيد فيصل الغشيان والسيد سلمان التويجري. والسيد سلطان الشيخ الرئيس التنفيذي لشركة نادي الهلال للاستثمار وتمت الاتفاقية يوم الأحد 09 أكتوبر 2022 بفندق الفورسيزونز بالرياض بحضور م. عبدالله بن عبدالعزيز الجربوع المدير التنفيذي لنادي الهلال السعودي ، وم. نجلاء الجنيد ، المدير التنفيذي للمبادرات الوطنية في مؤسسة الوليد للإنسانية.

## اللاعبات

### تشكيلة الفريق الأول
آخر تحديث 09 أكتوبر 2022.
ملاحظة: تشير الأعلام إلى المنتخب الوطني على النحو المحدد في قواعد الأهلية للفيفا. قد يحمل اللاعبون أكثر من جنسية واحدة غير تابعة للفيفا.
| الرقم | البلد    | المركز | اللاعب                       |
| ----- | -------- | ------ | ---------------------------- |
| 24    | السعودية | حارس   | منى عبدالرحمن                |
| 13    | السعودية | مدافع  | مي المطلق                    |
| 26    | لبنان    | مدافع  | ديما الكستي                  |
| 4     | مصر      | مدافع  | إيمان حسن                    |
| 22    | السعودية | مدافع  | شروق هوساوي                  |
| 14    | السعودية | مدافع  | العنود ابراهيم (قائد الفريق) |
| 34    | السعودية | وسط    | العذا الفهد                  |
| 20    | العراق   | وسط    | ديرين محمود                  |
| 12    | المغرب   | وسط    | مريم بنكيران                 |
| 30    | السعودية | وسط    | عبير الشامري                 |
| 21    | السعودية | مهاجم  | جوري سماح الجهني             |
| 17    | العراق   | مهاجم  | شوخان نور الدين              |

| الرقم | البلد    | المركز | اللاعب            |
| ----- | -------- | ------ | ----------------- |
| 3     | السعودية | حارس   | نوال خالد         |
| 28    | غانا     | وسط    | إليزابيث آدو      |
| 19    | السعودية | مدافع  | منال السعود       |
| 78    | السعودية | مدافع  | هاله راضي         |
| 9     | السعودية | وسط    | عبير عمر          |
| 2     | السعودية | وسط    | الهنوف إبراهيم    |
| 88    | السعودية | مهاجم  | الجوهرة عبدالعزيز |
| 23    | السعودية | وسط    | أريج العنزي       |
| 15    | البرازيل | وسط    | جيسيكا غرازيالا   |
| 11    | السعودية | وسط    | عهود العمار       |
| 1     | السعودية | حارس   | عفاف المطيري      |
| 55    | السعودية | وسط    | نورة الحملي       |
| 32    | البرازيل | حارس   | ميارا قونسالفس    |

## إنجازات

### الدوري
- الدوري السعودي الممتاز للسيدات 2022–23 - (المركز الثاني)

### محلية
- ذهبية كرة قدم الصالات - دورة الألعاب السعودية 2022.[7]